# Рубин (телевизор)

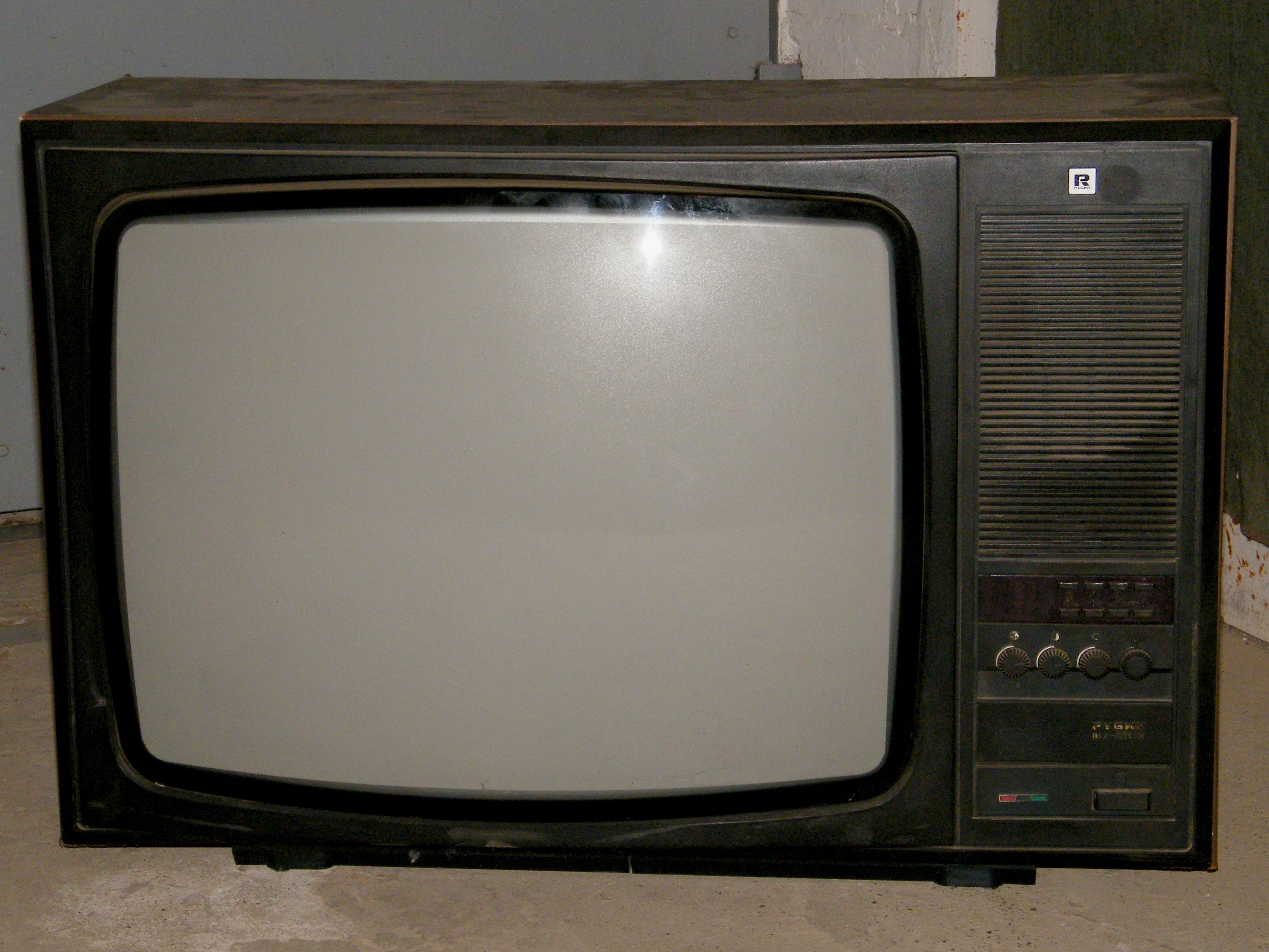
Цветной телевизор «Рубин» 61ТЦ403Д (PAL-SECAM)

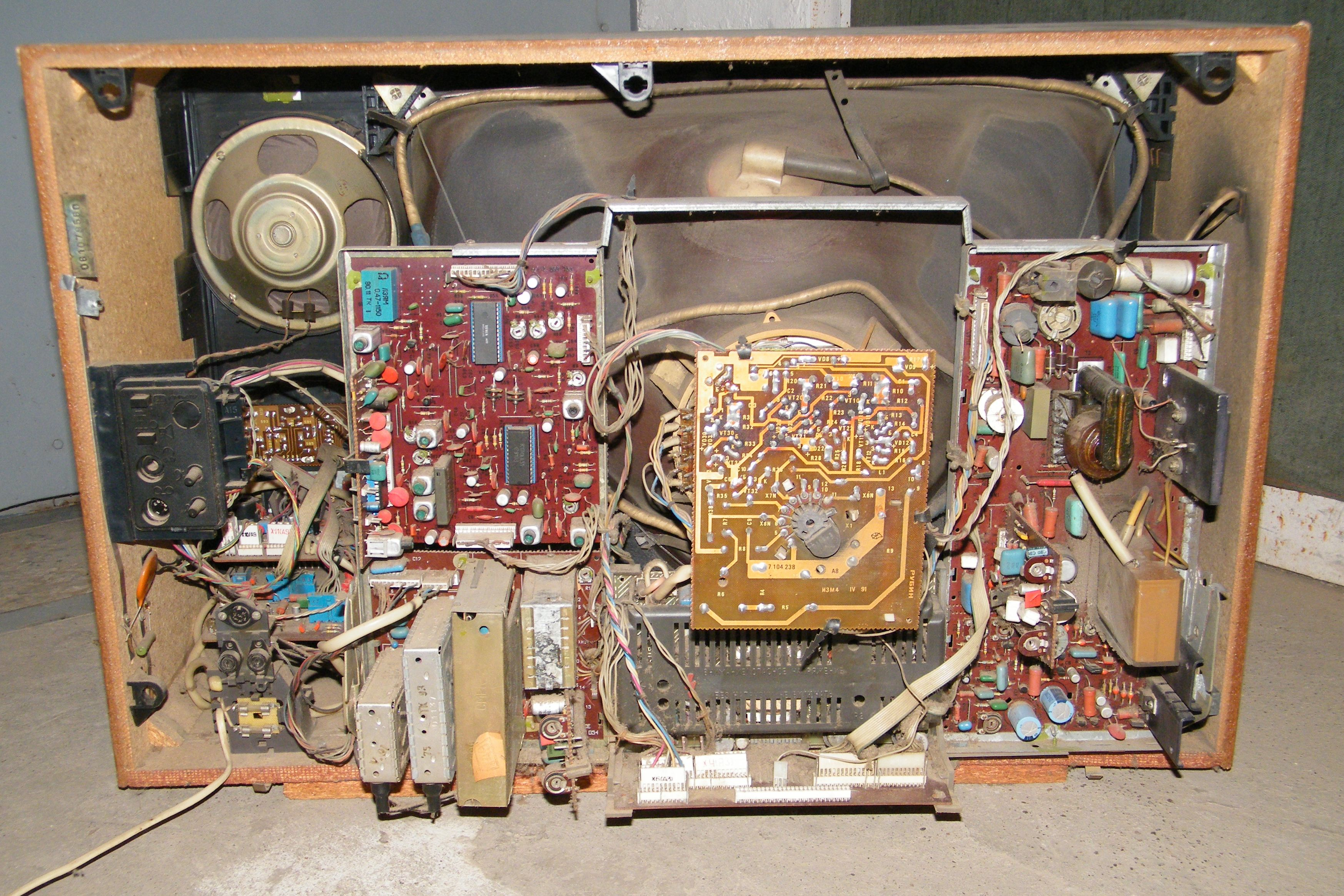
Модульная конструкция телевизора «Рубин» 61ТЦ403Д

«Рубин» — марка советских и российских телевизоров, выпускавшихся на Московском телевизионном заводе «Рубин» с 1956 года. Кроме того, с 1952 года завод выпускал телевизоры под марками «Север», «Экран», «Москва», «Алмаз», «Янтарь» и «Топаз», выпуск которых был завершён в конце 1950-х годов. В годы СССР завод осуществлял выпуск телевизоров только высокого класса (не ниже второго), которые отличались хорошими техническими данными и высоким качеством изготовления. Как правило, все новые технические решения в области телевизионных приёмников в СССР впервые внедрялись именно в телевизорах «Рубин».
Одной из наиболее известных моделей является телевизор «Рубин-102», который получил первый приз на выставке в Брюсселе в 1958 году, с экраном 43 см по диагонали. У него была очень удачная схема синхронизации, которая позже повторялась во многих других моделях. У телевизора была возможность подключения пульта дистанционного управления с гибким 5-метровым шнуром, который позволял регулировать яркость изображения, громкость звучания и имел гнездо для подключения наушника. Всего с 1957 по 1967 год их было выпущено 1 328 573 экземпляра.
Некоторые известные модели:
- «Рубин» — первый в СССР крупносерийный телевизор с экраном 43 см по диагонали (1965 год).
- «Рубин-203Д» — первый в СССР телевизор, рассчитанный на приём телевизионных программ в диапазоне дециметровых волн (1968 год).
- «Рубин-401» — первый в СССР серийный цветной телевизор (1967 год).
- «Рубин-406» — первый в СССР серийный цветной телевизор по диагонали 59 см (1963—1965 годы).
- «Рубин-714» — первый в СССР серийный цветной телевизор с экраном 61 см по диагонали (1976 год, серия УЛПЦТ) — один из самых массовых советских телевизоров.
- «Рубин-Ц 201» — первый в СССР серийный стационарный цветной телевизор без применения радиоламп (1977 год, серия УПИМЦТ).
- «Рубин Ц-260» — первый в СССР серийный цветной телевизор с импульсным блоком питания (1983 год).
- «Рубин Ц-266» — первый в СССР серийный цветной телевизор с экраном 67 см по диагонали (1984 год).

В 2003 году марку «Рубин» и завод «Видеофон» в Воронеже, на котором эти телевизоры выпускались, выкупила компания Rolsen Electronics. Там сборочное производство находилось до 2007 года, а затем было перенесено в Калининград.
В настоящее время[когда?] телевизоры с полностью китайской комплектацией под торговой маркой «Rubin» выпускаются на предприятии ООО «ТВ-АЛЬЯНС» в Калининграде.
На территории ОАО «Московский телевизионный завод „Рубин“», где был выпущен первый советский цветной телевизор, сейчас[когда?] размещается торговый комплекс «Горбушкин двор».